# Hans Richtscheid
Hans Richtscheid (* 17. Januar 1907 in Mainz; † 27. Januar 1992 ebenda) war ein deutscher Schriftsteller und Philosoph.

## Leben
Richtscheid studierte zunächst Jura, bevor er als Rechtsreferendar einen seiner alten Lehrer wieder traf und sich zwischen den beiden philosophische Gespräche entwickeln. Durch den plötzlichen Unfalltod des Lehrers wird ihm die Bedeutung der Begegnung für sein zukünftiges Leben klar. Richtscheid studiert nun an der Ludwigsuniversität in Gießen Philosophie und schließt 1935 mit einer Dissertation über Das Problem des philosophischen Skeptizismus ab.
Seinen ersten Arbeitsplatz nach dem Studium findet er im Verlag C. H. Beck in München. Dort wird er als Lektor tätig, wobei ihm seine Kenntnisse der Rechtswissenschaft zugutekommen. Richtscheid gründet die Beck’sche Schwarze Reihe; sie behandelt die existenziellen Fragen unserer Zeit. Die Schwarze Reihe wurde ein Forum für viele Autoren von Rang.
In Gespräche mit Sokrates und Das Vermächtnis des Sokrates zeigt Richtscheid anhand Beschreibungen von Spaziergängen durch den alten Mainzer Rosengarten, Briefen auf den Spuren von Goethes Italienischer Reise und Gesprächen und kleinen Begebenheiten mit dem pensionierten Lehrer, der den Spitznamen Sokrates trägt, einen beispielhaften Weg der Begegnung mit der Philosophie. Der fiktive Erzähler der Geschichte ist ein Beamter aus dem Bildungsbürgertum und führt Gespräche über die Klassik, Goethe, Nietzsche, Gott und die Welt, letztere speziell die des alten Mainz und des Rheingaus.
Weit nach seiner Pensionierung kehrte Richtscheid 1983 nach Mainz zurück. Er wohnte im Wohnhaus seiner Eltern im Lauterenviertel. Seine Memoiren über die Kriegsgefangenschaft in Frankreich beschreibt er 1984 in dem Buch: Die Wahrheit ist persönlich.

## Werke
- Das Problem des philosophischen Skeptizismus. 1935.
- Philosophieren tut not. Gedanken über Gott und unser Dasein. 1964.
- Existenz in dieser Zeit. 1965.
- Gespräche mit Sokrates. 1967.
- Helle Nächte. Drei Stücke Existenzphilosophie. 1968.
- Das Vermächtnis des Sokrates. 1969.
- Verteidigung der Philosophie als Kunst der Selbstbehauptung. 1971.
- Philosophische Exerzitien. 1975
- Die Philosophie in der Welt der Macher. 1977.
- Die Wahrheit ist persönlich. 1984
- Mainzer Kindheit (1907–1920). 2008.